# Emuruangogolak
El Emuruangogolak es un volcán del Gregory Rift (la rama oriental del  Gran Valle del Rift).
Formado en el Pleistoceno, tiene una caldera de 3,5 x 5,0 km.